# فلورب
ٰٰفلورپ (باليابانية: フロープ، بالروماجي: Floorp) هو متصفح إنترنت مبني على متصفح فايرفوكس مع العديد من الإضافات والتحسينات الهادفة لإضافة العديد من المميزات وتحسين الأمان والخصوصية فيه. المتصفح مُطَوَّر من قبل أبليٰز (Ablaze) في اليابان.

## المميزات
بالإضافة لمميزات فايرفوكس الأصلية، يضيف فلورپ العديد من المميزات الإضافية إليه، منها إمكانية إضافة شريطين جانبيين (sidebar) وإضافة أي موقع للشريط الأيمن، وتنظيم التبويبات لأماكن عمل (workspaces)، وتنصيب المواقع كتطبيقات وب تقدمية (Progressive Web Apps - PWA) وخلق رموز QR Code للروابط الحالية، وغيرها.